# Wjatscheslaw Schtscherbakow
Wjatscheslaw Schtscherbakow (russisch Вячеслав Щербаков) ist ein ehemaliger sowjetischer Skispringer.

## Werdegang
Schtscherbakow gab sein internationales Debüt bei der Vierschanzentournee 1967/68. Nachdem er das Auftaktspringen in Oberstdorf noch ausgelassen hatte, erreichte er auf der Großen Olympiaschanze in Garmisch-Partenkirchen einen guten 27. Platz. Obwohl er in Innsbruck und Bischofshofen nicht an dieses Ergebnis anknüpfen konnte, beendete er die Tournee auf Rang 31 der Gesamtwertung.
Bei der folgenden Vierschanzentournee 1968/69 konnte er sich in allen vier Springen stetig verbessern und erreichte auf der Paul-Außerleitner-Schanze beim Abschlussspringen in Bischofshofen mit Rang sechs das beste Einzelresultat seiner Karriere. In der Gesamtwertung reichte es schlussendlich trotzdem nur zu Rang 53.

## Erfolge

### Vierschanzentournee-Platzierungen
| Saison  | Platz | Punkte |
| ------- | ----- | ------ |
| 1967/68 | 31.   | 725,6  |
| 1968/69 | 53.   | 586,8  |